# Barracudas de Montpellier
I Barracudas de Montpellier sono una squadra di baseball e softball francese facente parte del Montpellier Université Club, una polisportiva con sede a Montpellier. Militano attualmente in Division 1, massima serie del campionato francese di baseball.

## Storia
Nel 1985 nacquero tre club a Montpellier e nei dintorni. Tre anni più tardi, due di questi, i Rabbits di Clapier e i Barracudas du Lez di Castelnau, si fusero per creare una squadra capace di disputare il massimo campionato: la promozione in Élite avvenne nel 1991. Con l'arrivo di Greg Hamilton in panchina, i Barracudas vinsero il titolo nazionale nel 1993 battendo in finale il Paris UC che dominava il campionato dal 1982. La squadra di Montpellier si ripeté anche nei due anni successivi e nel 1994 raggiunse il terzo posto nella Coppa dei Campioni. In seguito, però, pur giocando altre 8 finali dei play-off in 9 anni, non riuscì più nell'impresa. Dopo l'unione con il Montpellier UC risalente al 2005, si aggiudicò un nuovo trofeo, il Challenge de France del 2006. Ha raggiunto nuovamente la finale nazionale nel 2011 e nel 2015, perdendo contro i Rouen Huskies.
Dopo 15 anni senza trofei, nel 2021 i Barracudas tornano a vincere il Challenge, imponendosi 15-1 su Rouen.

## Palmarès
- Campionati francesi: 3

1993, 1994, 1995
- Challenge de France: 2

2006, 2021

### Altri piazzamenti
- Campionato francese:

secondo posto: 1996, 1997, 1998, 1999, 2000, 2001, 2002, 2004, 2011, 2015
- Challenge de France:

finalista: 2014, 2017
- Coppa dei Campioni:

terzo posto: 1994
- Coppa CEB

finalista: 2016
terzo posto: 2000